# 符文工廠3
《符文工廠3》是符文工廠系列的第三部作品，由Neverland製作、MMV於2009年10月22日發行的任天堂DS遊戲。
本作的移植版本《符文工廠3豪華版》在2023年3月2日於任天堂Switch平台推出。

## 登場角色

### 主角
麥斯（聲：白石涼子）
本作的男主角，喪失記憶的少年。遊戲開始時可以變更名字。
透過「變身腰帶」能夠變成魔物摩可摩可的樣子。

### 新娘候補
希雅（聲：福井裕佳梨）
非常喜愛花的女孩。為人溫柔，對任何人都很親切，但也有頑固的一面，尤其是與花有關的時候決不讓步。平常會照顧普利貝爾森林中的花田。稍微有點天然呆，結婚後的便當也常會出現花。家人有爺爺威爾茲、和妹妹莫妮卡。 擅長使用的武器為「灑水壺」，生日為春季11日。
多娜（聲：加藤英美里）
住在加基的鐵匠鋪並幫忙工作的少女。對周遭的人隱瞞真心，雖然剛認識時很冷淡，但隨著時間漸漸願意對主角放下戒心並露出笑容。與卡琳和索菲亞是好朋友，能夠例外地敞開心房。喜歡用結晶做成的墜飾。也有著膽小的一面，害怕骷顱或形似幽靈的漂浮物。擅長使用的武器為「單手劍」。生日為春季29日。
家人：無
瑪麗歐（聲：藤村步）
正在擔任見習醫生的見習魔女。隨時致力於醫學與魔法的研究，並且隨時都在暴走。在主角到來前，常由肖克拉擔任實驗被害人。喜歡綠色蔬菜、但討厭番茄。手上拿著形狀獨特的注射器，貌似是奶奶瑪喬莉送給她的。擅長使用的武器為「杖」。生日為夏季17日。
卡琳（聲：伊藤静）
雜貨店店長的女兒。個性慵懶，老是覺得媽媽拜託的事情很麻煩，喜歡除鑽石外的寶石（因為媽媽喜歡鑽石）。夢想去大城市。家人有母親海澤爾。
生日：冬4日
小可拉（聲：喜多村英梨）
食量型，食堂的副廚師。喜歡吃東西(除了牛奶)，是個大胃王(第一名是主角)。
長不高，明明比主角大幾歲身高卻比主角還矮，曾被主角戲稱：因為不愛喝牛奶才長不高。
生日：秋21日
家人：格爾戴、拉斯克
伊奧（聲：戶松遙）
陽光型（兄控），釣魚店中的小妹，個性活潑開朗，跟哥哥感情超級好，喜歡釣魚。
生日：冬22日
家人：卡爾洛斯
佩露夏（聲：遠藤綾）
天然呆型，經營旅館的澡堂，碰到水就會變成人魚(下雨天會變身)，不太了解詞的意思還有文法，所以常常會講出很奇怪的句子。
擁有天然呆的個性，喜歡魚類但極度討厭魚類做的食物(除章魚類)。
生日：夏6日
家人：無
達利亞（聲：堀江由衣）
我行我素型，住在森林裡精靈藝術家，年紀是全村最老的，因為是精靈所以壽命很長（正值年華歲月），成為藝術家是因為某人的遺願？！
喜歡跟彩虹有關的事物，口頭禪是「RIANBOW♪~」，森林裡到處都看的到他的作品，傳說在虹登瀑布聽的到他的叫聲。
生日：春24日
家人：森的作品
咲耶（聲：新谷良子）
開朗型，旅館的副掌櫃。一提到錢就會認真起來，跟佩露夏是非常好的朋友。愛好旅遊買名產。
生日：夏25日
家人：東雲
索菲婭（聲：茅原实里）
大小姐型，喜歡說反話的大小姐，原由是因為小時候某些原因。很喜歡沒有用的東西。雖然是大小姐，可是也非常熱心。
生日：秋7日
家人：艾利薩、東恰科斯
克璐璐法（聲：中原麻衣）
大姐型，有角人部落的長老，性格温柔却也很固执，一直都很不喜歡人類，所以拒絕舉辦交流季。
生日：冬17日
家人：無

### 城鎮居民
威尔兹（聲：高橋裕吾）
村子的村長。平時與希雅經營花店，並舉辦村子的所有活動。
希雅與莫妮卡的爺爺，十分疼愛孫女。厭惡魔物。
生日：冬19日
家人：希雅、莫妮卡

## 主題曲

### 符文工廠3
《HAPPINESS》
作詞：矢住夏菜、作曲：ジョー・リノイエ
歌：矢住夏菜
《風のように》
作詞：矢住夏菜、作曲：ジョー・リノイエ
歌：ジョー・リノイエ

### 符文工廠3 豪華版
《夢追いWanderer》
作詞・作曲：ジョー・リノイエ
歌：ジョー・リノイエ　with 宇乃杏華

## 外部連結
- （日語） 《符文工廠3》官方網站 （页面存档备份，存于）